# Křenovy
Křenovy är en ort i Tjeckien.   Den ligger i regionen Plzeň, i den västra delen av landet, 120 km sydväst om huvudstaden Prag. Křenovy ligger 371 meter över havet och antalet invånare är 155.
Terrängen runt Křenovy är huvudsakligen platt. Křenovy ligger nere i en dal. Runt Křenovy är det ganska glesbefolkat, med 21 invånare per kvadratkilometer. Närmaste större samhälle är Domažlice, 12,8 km sydväst om Křenovy. Omgivningarna runt Křenovy är en mosaik av jordbruksmark och naturlig växtlighet.